# Max Kessler
Max Kessler (* 23. März 1815 in Potsdam; † 1. Dezember 1850 in Düsseldorf) war ein preußischer Regierungsrat und auftragsweise Landrat des Siegkreises.

## Leben
Max Kessler war das zweite Kind des Arnsberger Regierungspräsidenten Georg Wilhelm Keßler und dessen Ehefrau Auguste Juliane, geb. Heim (1792–1820). Kessler absolvierte zunächst ein Studium der Rechts- und Kameralwissenschaften in Bonn, bevor er in Düsseldorf zum Regierungsassessor ernannt wurde. Von Februar 1846 bis Juni 1849 wurde er auftragsweise mit der Verwaltung des Landratsamtes in Siegburg betraut. 1849 wurde er noch zum Regierungsrat ernannt, bevor er 1850 im Alter von nur 35 Jahren im Dienst verstarb.

## Familie
Max Kessler heiratete Agnes von Schulte (1828–1891). Die Ehe blieb ohne Kinder. Er hatte noch zwei Brüder und eine Schwester. Julius Keßler war sein älterer Bruder (1813–1838) und Anton Kessler, dem späteren Landrat des Landkreises Duisburg, sein jüngerer Bruder. Die Schwester Wilhelmine Keßler (1819–1820) verstarb noch in ihrem ersten Lebensjahr.